# Grand Pilier d'Angle
El Grand Pilier d'Angle és una muntanya de 4243 metres que es troba a la regió de la Vall d'Aosta a Itàlia.
La primera ascensió la van realitzar Walter Bonatti i Toni Gobbi de l'1 al 3 d'agost del 1957 per la cara nord-est; i la primera ascensió hivernal va ser duta a terme per la cara nord, del 5 al 9 de març de 1971 per A. Dvorak, J. Kurczak, A. Mroz i T. Pietrowsky, seguint un itinerari de gel i mixt que van obrir Walter Cecchinel i Georges Nominé el 17 de setembre de 1971.